# Шевницын, Леонид Сергеевич
Леони́д Серге́евич Шевни́цын (7 октября 1931, Кичменгский Городок, Кичменгско-Городецкий район, Северный край, РСФСР — 21 февраля 2014, Чебоксары, Российская Федерация) — советский и российский организатор производства, генеральный директор Чебоксарского объединения «Химпром» (1969—1999), Герой Социалистического Труда (1981).

## Биография
- В 1954 году окончил Ленинградский технологический институт.
- В 1954—1956 годах работал в НИИ инженерных войск Советской Армии им. Д. М. Карбышева,
- В 1959—1969 годах — начальник производственно-технического отдела, начальник цеха, заместитель главного инженера, главный инженер Куйбышевского химического завода (Новосибирская область),
- В 1969—1994 годах — директор Чебоксарского производственного объединения «Химпром». Уже через год под его руководством объёмы производства продукции возросли в 10 раз, а производительность труда — в 4 раза. В I квартале 1971 года комбинат занял третье классное место в соревновании среди предприятий Минхимпрома СССР.
- В 1970-е годы на «Химпроме» внедрили 41 вид новой продукции, выработано более 4 тысяч рационализаторских предложений. Завод стал лидером среди предприятий отрасли: 25 кварталов подряд занимал первые классные места в социалистическом соревновании.
- В 1995—1999 годах — генеральный директор АО «Перкарбонат» в составе ОАО «Химпром».
- С 1999 года — консультант по кремнийорганическим соединениям, малотоннажным производствам, перкарбонату ОАО «Химпром».

## Награды и звания
- Герой Социалистического Труда (1981) — За выдающиеся успехи в выполнении специального задания Правительства СССР.
- орден Ленина (трижды),
- орден «Знак Почёта»,
- медали,
- лауреат Государственной премии СССР (1978),
- лауреат премии Совета Министров СССР (1988),
- Заслуженный работник промышленности Чувашской АССР (1977),
- Почётный гражданин города Новочебоксарска.

## Память
- Именем Леонида Шевницына назван спортивный комплекс в Новочебоксарске[1].